# طاغوت

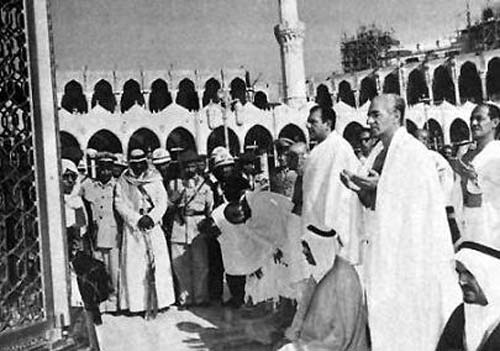
محمدرضا پهلوی دومین شاه پهلوی در سفر حج، که در ادبیات جمهوری اسلامی به‌عنوان حکومت طاغوت از حاکمیت آن یاد می‌کنند.

طاغوت در اسلام، به معنی هر آن چیز یا کسی است که به جای خداوند در جایگاه پرستش قرار گیرد.
طبق این تعریف، جز خدا هر معبودی همچون: شیطان، بت‌ها، یا هر مصداق دیگری طاغوت محسوب می‌شود.

## واژه‌شناسی
دربارهٔ ریشهٔ واژهٔ طاغوت و عربی یا معرب بودنش اختلاف نظر هست.
لغتنامه‌های عربی و مفسران، طاغوت را صیغهٔ مبالغه دانسته‌اند به معنی کسی که بسیار «طُغیان» کند. طغیان نیز به معنی سرکشی از حد و تجاوز و شرانگیزی معرفی شده‌است.
برخی زبان‌شناسان طاغوت را دخیل از زبان‌های دیگر دانسته‌اند، مانند عربی‌شدهٔ «تحوت» خدایگان مصری، یا «طعوت» به معنی بت که در تلمود بابلی آمده‌است.

## حکومت طاغوت
حکومت جور یا ولایت طاغوت نظریه‌ای در فقه شیعه است که مطابق آن هر حکومتی که امام معصوم در رأس آن نباشد، نمی‌توان مشروعه به شمار آورد و اطاعت از آن را جایز نمی‌شمارد.

## پی‌نوشت و منبع
1. ↑  عمار الجلاصي. «حول اشتقاق بعض كلمات القرآن من اليونانية حسب يوسف الصديق» (به عربی).
2. ↑  رسائل مشروطیت : هجده رساله و لایحه دربارهٔ مشروطیت، به کوشش غلامحسین زرگری‌نژاد.
3. ↑  جواد طباطبایی (۱۳۸۶)، «میرزای نائینی و نظریهٔ مشروطیت ایران»، تأملی دربارهٔ ایران، نظریهٔ حکومت قانون در ایران، مبانی نظریهٔ مشروطه‌خواهی، تبریز: ستوده، ص. ۴۹۳
4. ↑  جواد طباطبایی (۱۳۸۶)، «میرزای نائینی و نظریهٔ مشروطیت ایران»، تأملی دربارهٔ ایران، نظریهٔ حکومت قانون در ایران، مبانی نظریهٔ مشروطه‌خواهی، تبریز: ستوده، ص. ۴۷۰

- مشارکت‌کنندگان ویکی‌پدیا. «الطاغوت». در دانشنامهٔ ویکی‌پدیای عربی، بازبینی‌شده در ۷ نوامبر ۲۰۱۷ برابر ۱۶ آبان ۱۳۹۶.